# Revolta de 18 de Abril de 1925

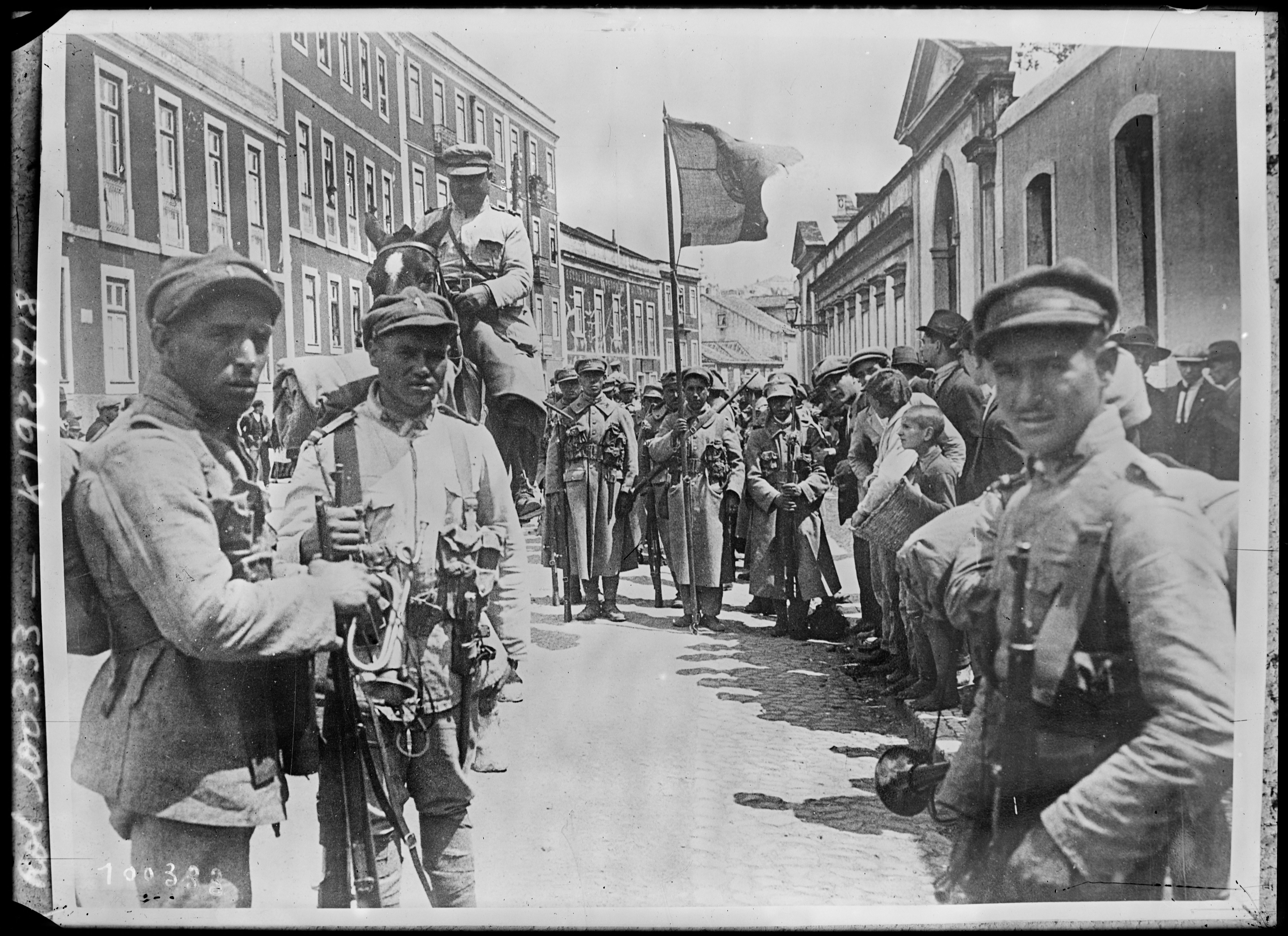
Militares nas ruas de Lisboa durante a revolta.

A revolta de 18 de Abril de 1925, também conhecida por Golpe dos Generais, é a designação pela qual ficou conhecida a revolta militar desencadeada contra as instituições da Primeira República Portuguesa no dia 18 de Abril de 1925. Organizada pelo capitão-de-fragata Filomeno da Câmara, pelo general João José Sinel de Cordes, pelo coronel Raul Augusto Esteves e pelo capitão Jaime Baptista, foi uma revolta de grande magnitude, envolvendo, pela primeira vez desde 1870, oficiais generais no activo.
Este movimento insurreccional é considerado como o primeiro ensaio do golpe de 28 de Maio de 1926 e surgiu depois de boatos de uma tentativa de revolta monárquica publicados na imprensa a 5 de Março. A revolta, que teve o apoio da Cruzada Nun’Álvares, era de carácter nacionalista e assumiu claras semelhanças com o golpe de Primo de Rivera em Espanha. Envolveu pelo menos 61 oficiais, tendo, entre os líderes militares Sinel de Cordes, Gomes da Costa, Raul Augusto Esteves e Alfredo Augusto Freire de Andrade, e, entre os conspiradores civis, Antero de Figueiredo, Carlos Malheiro Dias, José Adriano Pequito Rebelo e Martinho Nobre de Melo.
Seguindo um plano operacional que já se podia considerar clássico, pelas 17 horas do dia 18 de Abril, os revoltosos ocupam a Rotunda, com o batalhão de metralhadoras, o batalhão de sapadores de caminhos-de-ferro e a artilharia de Queluz. No dia seguinte Sinel de Cordes vai ao Quartel do Carmo tentar a conciliação. Entretanto os jornais O Século e o Diário de Notícias são suspensos e Cunha Leal, que não teria qualquer ligação com o episódio, é preso. Para o jugular do golpe teve especial destaque a acção do Ministro da Marinha, o almirante Pereira da Silva. Dominado o golpe e, pelo menos momentaneamente, restaurada a legitimidade democrática, a 21 de Abril é exonerado o Ministro da Guerra Ernesto Maria Vieira da Rocha, que defendera que se parlamentasse com os revoltosos.
A partir deste momento a situação precipita-se e logo a 19 de Julho dá-se nova revolta, desta vez tendo à frente o comandante José Mendes Cabeçadas e Jaime Baptista. É decretado o estado de sítio, mas Jaime Baptista, que estava detido no Forte de São Julião da Barra, consegue evadir-se e assalta o Forte do Bom Sucesso, enquanto Mendes Cabeçadas revoltava o cruzador Vasco da Gama. A muito custo a revolta é dominada por forças fiéis ao governo, comandadas por Agatão Lança, resultando um único ferido em combate (o capitão Armando Pinto Correia), sendo os implicados presos e julgados, mas rapidamente libertados e reintegrados, tal era a falta de autoridade das instituições da República.